# Escala de Danjon
La escala de Danjon es una escala de oscurecimiento empleada en el estudio de un eclipse lunar, que mide la luminosidad y apariencia de la Luna en el fenómeno. La atmósfera terrestre, al presentar nubes y polvo en suspensión, refracta parte de la luz solar en el espectro del rojo, que en el eclipse alcanza a la Luna coloreándola.
La escala fue presentada en 1921 por André-Louis Danjon y luego desarrollada entre los años 1925 y 1950, durante los cuales midió innumerables veces el brillo de la Luna. El grado de oscurecimiento lunar es simbolizado con la letra L, que toma 5 valores, variando de L=0 (muy oscuro) a L=4, (claro).

## Valores de la Escala de Danjon

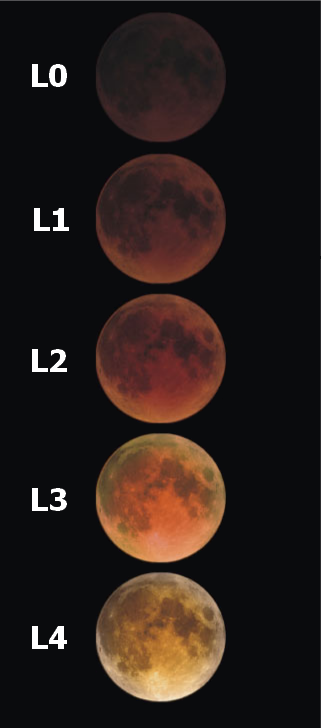
Valores de la escala.

- L=0: Muy oscuros, Luna casi invisible en la semitotalidad.
- L=1: Grises oscuros o parduscos, pocos detalles visibles.
- L=2: Rojizos o rojos parduscos con área central más oscura, regiones externas muy brillantes.
- L=3: Rojo ladrillo, frecuentemente con un margen amarillento.
- L=4: Anaranjado o cobrizo, muy brillante, a veces con un margen azulado.

## Determinación del valor de L
La determinación  del valor de L de un eclipse se debe realizar durante su máximo (véase Eclipse de Luna), ya sea a simple vista, con binoculares o telescopio. La escala es subjetiva, y diferentes observadores pueden determinar distintos valores de L. Además, el valor de L variará en las diferentes partes de la superficie lunar, dependiendo de su distancia al centro de la umbra. Es por esto que la escala describe además del tono de la Luna, el color que adquiere su margen.

## Factores intervinientes
La apariencia de la Luna durante un eclipse puede ser afectada por diversos factores. El más importante es la trayectoria que realiza la Luna a través del cono de sombra, siendo más oscuro el eclipse a menor distancia del centro de la umbra.
Si bien la Tierra bloquea toda la radiación directa proveniente del Sol, las partículas en suspensión presentes en la atmósfera refractan parte de la luz solar en el espectro del rojo. Por esto, las condiciones atmosféricas terrestres afectan la luz refractada y, por lo tanto, el grado de luminosidad de la Luna. Las nubes, el polvo en suspensión y, particularmente, la erupciones volcánicas, afectan directamente al oscurecimiento lunar.
Las erupciones volcánicas son una de los más significativos factores que alteran al valor de L, especialmente aquellas que despiden  grandes cantidades de ceniza volcánica. Las erupciones de gran magnitud son sucedidas por algunos años de eclipses muy oscuros. Es notable el efecto que tuvo la erupción del Monte Pinatubo en junio de 1991 sobre eclipses subsecuentes. El eclipse del 9 de diciembre de 1992 fue evaluado como de L=0 por muchos observadores.
También se cree que el ciclo solar tiene algún efecto sobre el oscurecimiento de los eclipses.